# Sauhag
Sauhag ist ein Landschaftsschutzgebiet (Schutzgebietsnummer 1.16.042) im Landkreis Esslingen. 

## Lage und Beschreibung
Das Schutzgebiet liegt südlich der A 8  zwischen den Gemeinden Denkendorf, Köngen, Neuhausen auf den Fildern, Unterensingen und Wolfschlugen. Es gehört zum Naturraum 106-Filder innerhalb der naturräumlichen Haupteinheit 10-Schwäbisches Keuper-Lias-Land.

## Schutzzweck
Wesentlicher Schutzzweck ist der Schutz des einzigen großen Waldgebiets auf den Fildern als Naherholungsgebiet im südlichen Stuttgarter Verdichtungsraum. Besonders schützenswert sind nicht nur die Waldflächen, sondern vor allem die Grenzbereiche zwischen Wald und Feldflur.